# Дорнік (Гелдерланд)
Дорнік (нід. Doornik) — селище в нідерландській провінції Гелдерланд. Входить до муніципалітету Лінгевард.
Перша згадка про населений пункт датується 1324-им роком. 1799 року він був повністю зруйнований внаслідок затоплення через прорив дамби. Після цього Дорнік так і відновився, на його місці було збудовано лише декілька ферм, які й складають сучасне селище.

## Галерея

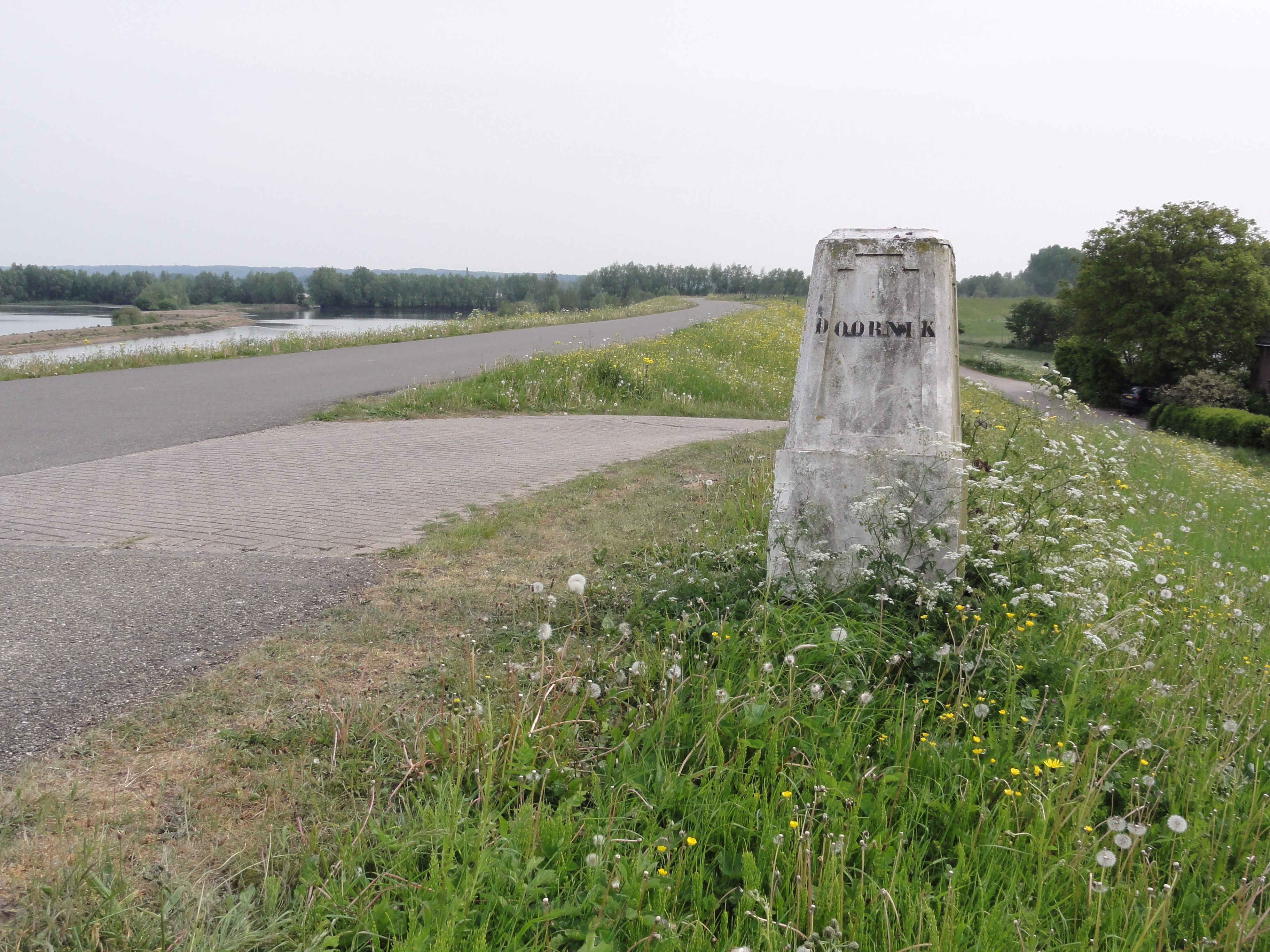
Камінь на межі селища
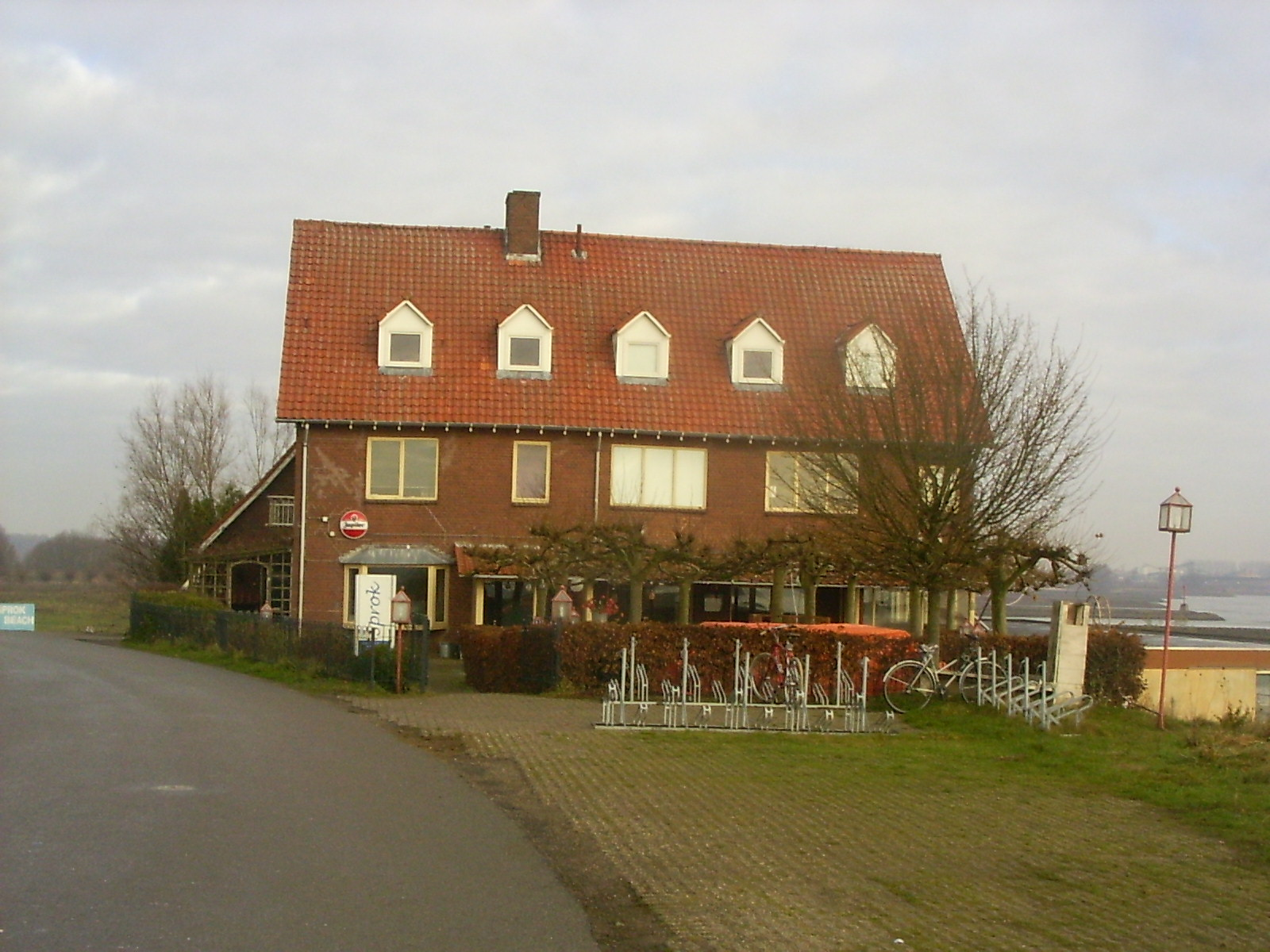
Паб
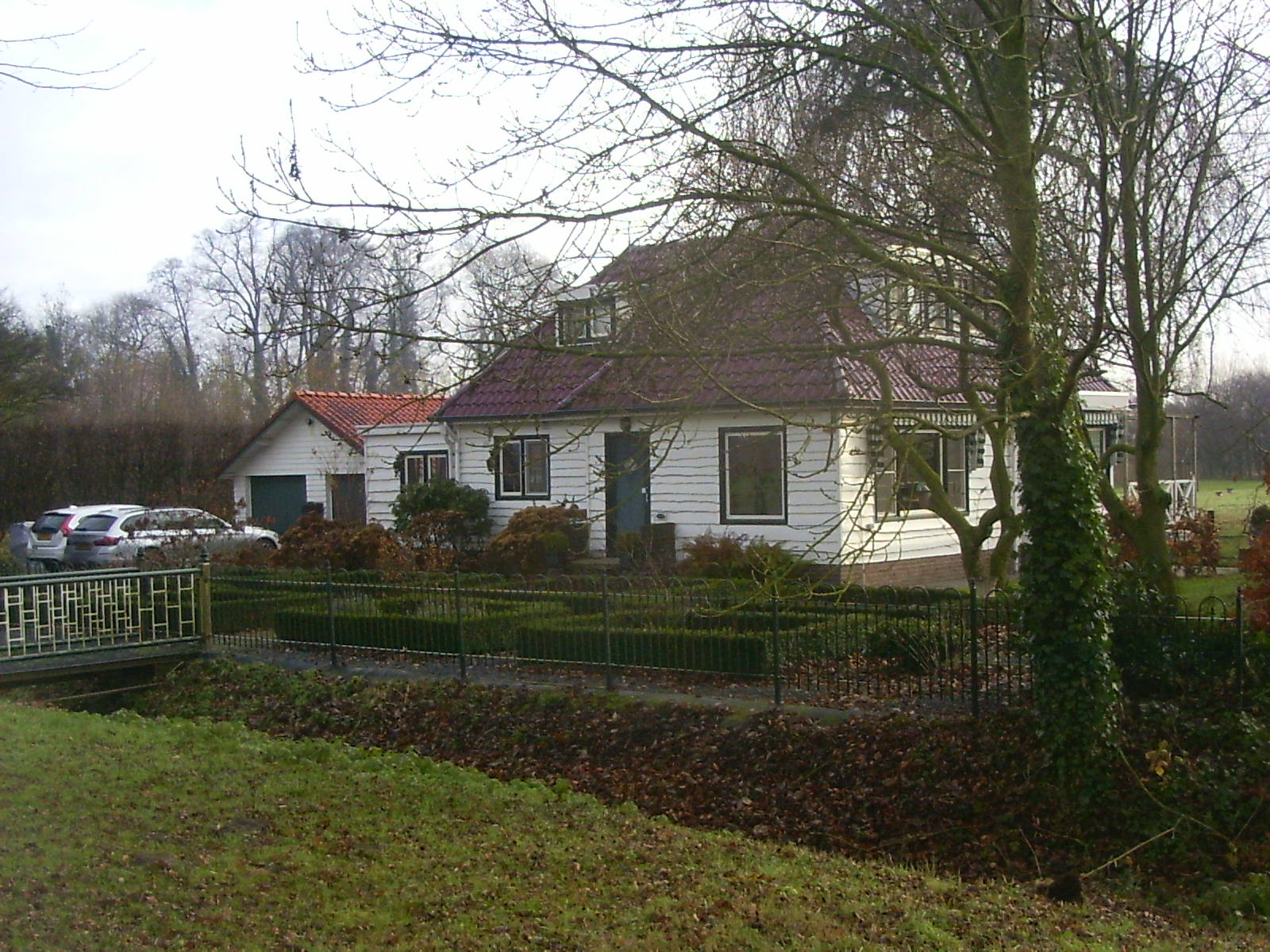
Ферма у селищі
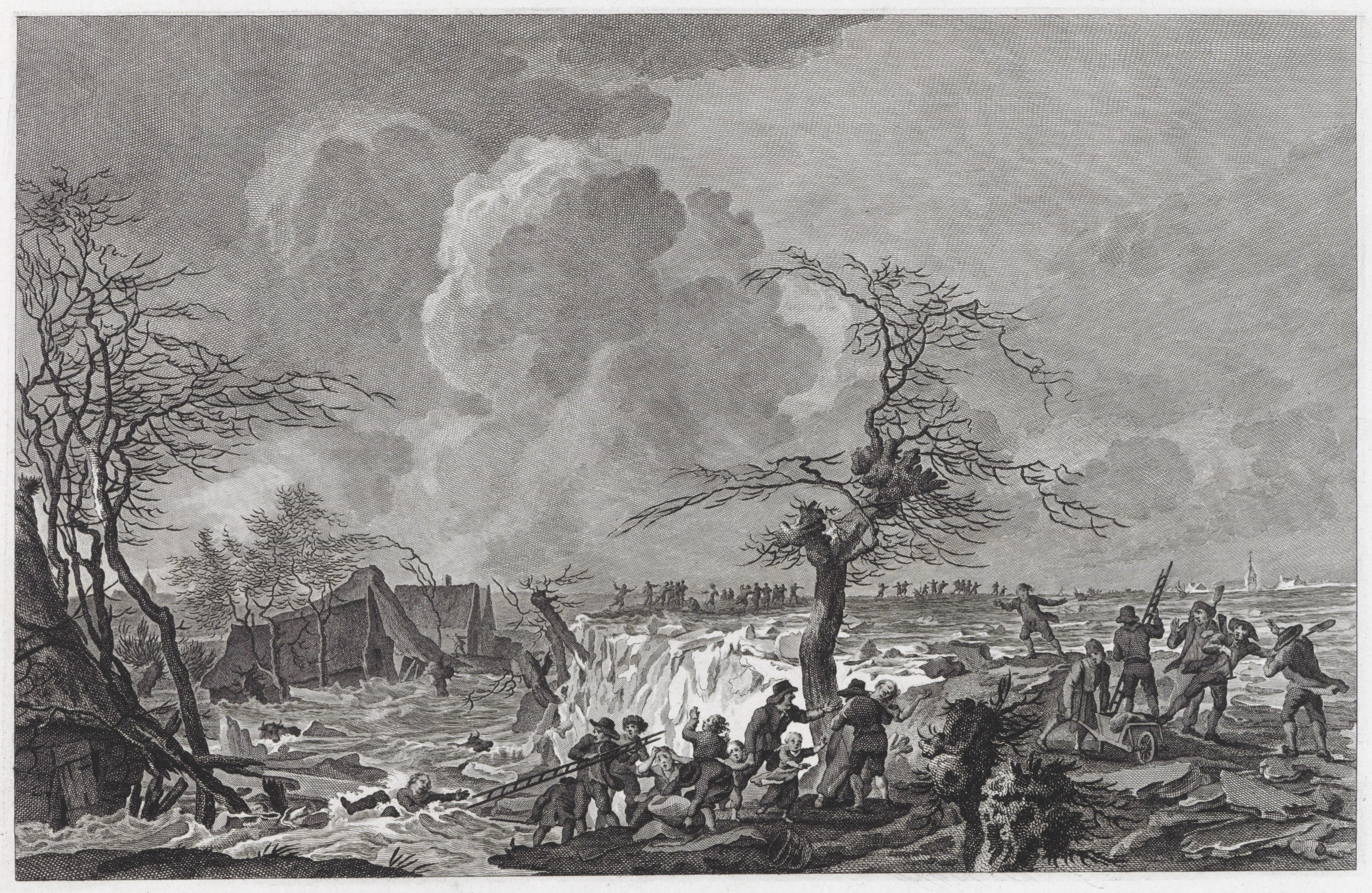
Малюнок наслідків прориву дамби 1799 року